# Дрюкова
Дрюкова, Дрюківка — річка у Бобринецькому районі Кіровоградської області, права притока Сугоклії (басейн Південного Бугу).

## Опис
Довжина річки 22  км., похил річки — 3,8 м/км. Формується з багатьох безіменних струмків та водойм. Площа басейну 188 км².
Колишня назва Грузька, права притока якої була річка Бобринець.
У Словнику гідронімів України вказується як притока Бобринки.

## Розташування
Дрюкова бере початок з водойми на південно-західній околиці Мар'янівки. Тече переважно на південний схід в межах сіл Червона Долина та Великодрюкове. На околиці Бобринця повертає на північний схід і впадає у річку Сугоклію, праву притоку Інгулу.